# Automala semidolosa
Automala semidolosa är en fjärilsart som beskrevs av Walker 1864. Automala semidolosa ingår i släktet Automala och familjen trågspinnare. Inga underarter finns listade i Catalogue of Life.